# Flykt- och kamprespons

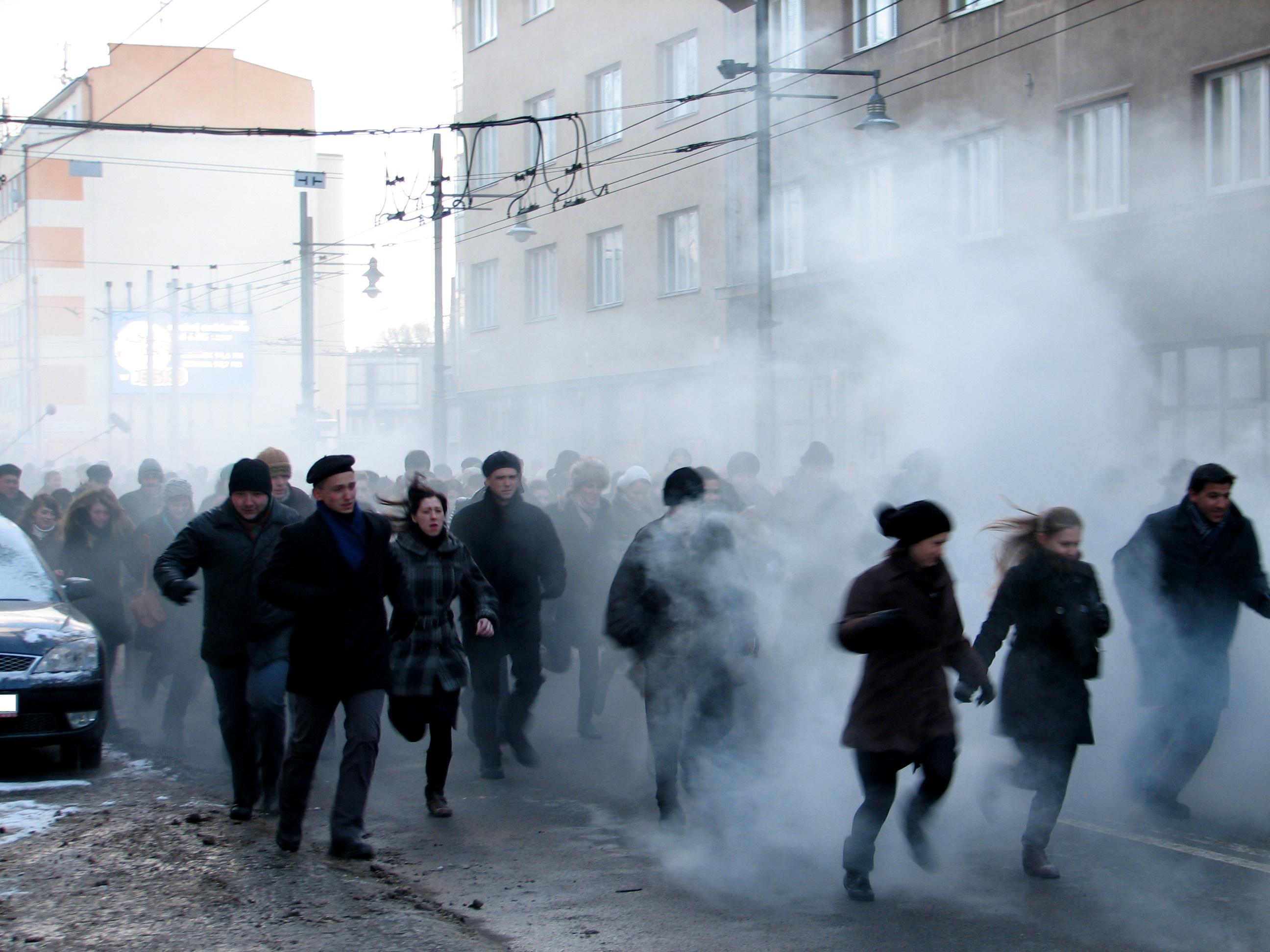
Med flykt- och kamprespons avses instinkten att vid plötsliga faror antingen fly eller fäkta för att överleva. Huruvida en person flyr eller fäktar beror dels på vad som triggar igång responsen, dels på personliga förutsättningar.

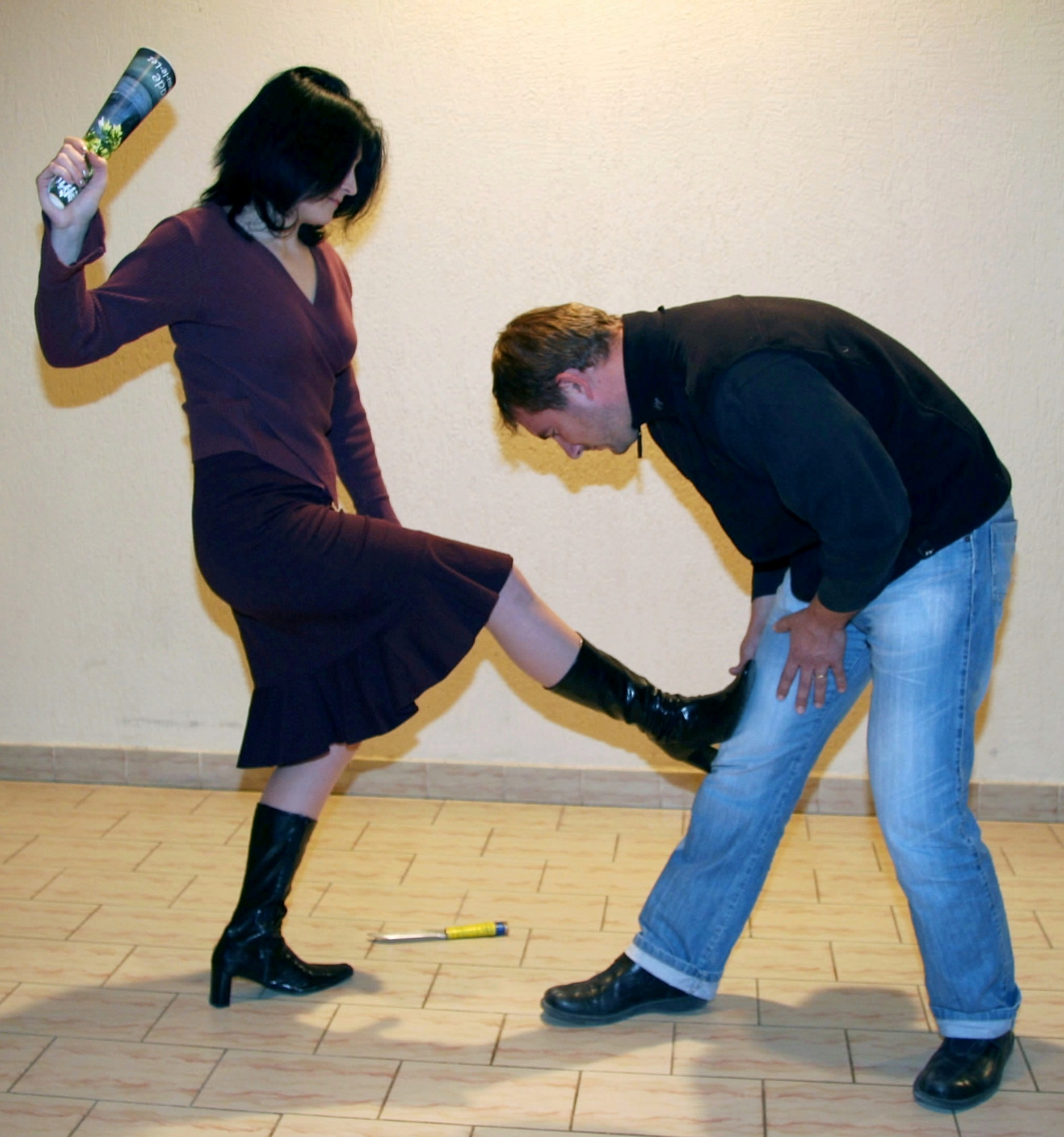
Att kämpa emot är i normalfallet en form av självförsvar, när det är ett uttryck för flykt- och kamprespons.

Flykt- och kamprespons (engelska: fight-or-flight response) eller kamp-flyktreaktion är ett uttryck skapat av den amerikanske fysiologen Walter Bradford Cannon. Det handlar om en respons på stressorer, en sorts överlevnadsmekanism som innebär att människor instinktivt vid vissa stimuli antingen flyr eller kämpar till följd av vissa fysiologiska svar på stimulit. "Adrenalinkick" är ett vardagsspråkligt uttryck för samma respons, triggad av ökad utsöndring av adrenalin och noradrenalin.

## Funktion
Walter Bradford Cannon uppkallade det förhöjda inre tillståndet som människor normalt svarar på stress med, för "fight-or-flight response"; senare har uppfattningen om flykt- och kampresponserna ifrågasatts och responsen kallas därför ibland "fight-or-flight-or-freeze response" (flykt-, kamp- eller frysningsrespons), "hyperarousal" (upphetsning), eller "akut stressrespons".
Endokrint och neurologiskt utgörs flykt- och kampresponsen av en aktivering av stressaxeln och sympatiska nervsystemet, det vill säga att människan svarar på stress genom plötslig utsöndring av framförallt adrenalin och noradrenalin samt kortisol, oxytocin och vasopressin. Även andra neuroendokrina och endokrina strukturer kan aktiveras beroende på individuella förutsättningar, enligt stress - sårbarhetsmodellen. Aktiveringen av stressaxeln får fysiologiska konsekvenser, såsom ökad puls, hastigare blodgenomströmning till muskler och hjärna, och hastigare andning. Det får kognitiva och känslomässiga konsekvenser, och påverkar både perceptionen, minnesfunktioner, humör och jagfunktioner, eftersom många hormoner också fungerar som signalsubstanser.
Aktiveringen av stressaxeln har till funktion att försätta människan i beredelse att antingen bemöta stressorn (kamp) eller ha energi att undkomma (flykt). En tredje möjlig respons är enligt en utbredd uppfattning att 'spela död' (freeze), det vill säga att människor vid hot stelnar, fryser fast. Vilken av dessa responser som människan kommer att ha, beror på stressorn och på självuppfattningen (den spontana bedömningen huruvida det är mest fördelaktigt att göra det ena eller andra). En väl fungerande respons ökar chanserna till överlevnad vid katastrofer och hot, medan en dåligt fungerande respons ökar risken att dö.
En kritik mot teorin om kamp- och flyktresponsen, är att den uteslutande bygger på studier av mäns stressresponser. En teori är att kvinnor har ett annat responssystem, som har kallats tend-and-befriend-response ('vårda [avkomman] och bli vän [med fienden]-respons'). I synnerhet under graviditet är varken flykt eller kamp en fungerande strategi att bemöta vissa stressorer på, varför det har föreslagits att kvinnor har andra stressreaktioner på samma hormoner.